# Heriaeus buffoni
Heriaeus buffoni är en spindelart som först beskrevs av Jean Victor Audouin 1826.  Heriaeus buffoni ingår i släktet Heriaeus och familjen krabbspindlar. Inga underarter finns listade i Catalogue of Life.